# Djembe

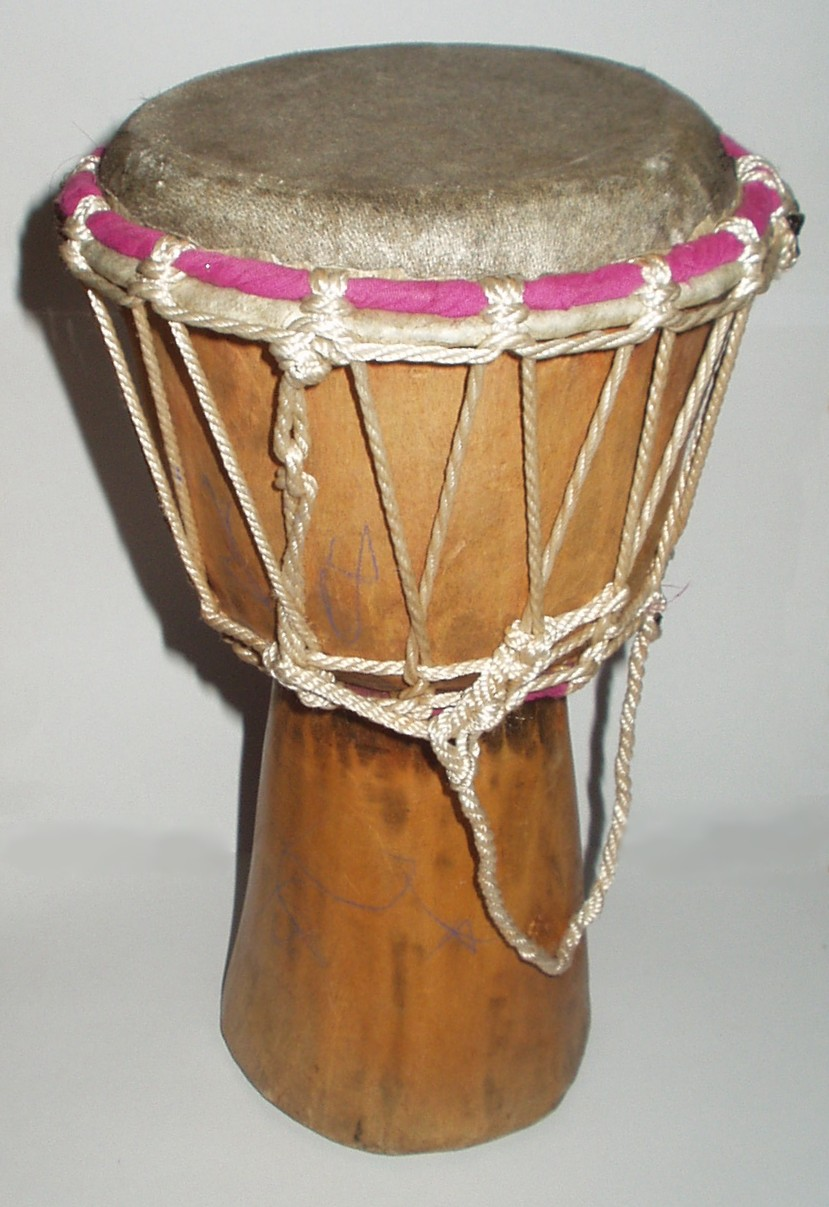
Djembe

Djembe [wym. dżembe] lub jembe – instrument muzyczny z Afryki (najpopularniejszy na zachodzie kontynentu), stanowiący rodzaj kielicha jednomembranowego bębna. Membrana djembe zrobiona jest zazwyczaj ze skóry koziej lub rzadziej z bydlęcej (dawniej z antylopiej), naciągniętej za pomocą specjalnie splatanego sznura (tradycyjnie) bądź śrub (współcześnie). Istnieją również modele bez możliwości strojenia (np. produkowane przez firmę Remo). 
Istnieją trzy podstawowe dźwięki wydobywane z tego instrumentu:
- Bas – Jest najniżej brzmiącym uderzeniem. Uderzamy otwartą dłonią, całą jej powierzchnią (łącznie z palcami) w środek membrany bębna. Dłoń, zaraz po uderzeniu, powinna odbić się od skóry, aby nie tłumić powstałego dźwięku. Palce dłoni powinny być złączone.

- Ton – zwany też „open” (otwarty), uzyskujemy go przez uderzenie w bęben przy jego krawędzi. Dłoń powinna być wyprostowana a palce złączone (poza kciukiem, który należy odchylić, aby nie uległ kontuzji, co bardzo często zdarza się u początkujących). W momencie uderzenia, krawędź bębna powinna znajdować się nieco poniżej palców, pod „poduszkami”, a palce w momencie uderzenia, powinny dotykać membrany całą swoją powierzchnią.

- Slap – jest najwyżej brzmiącym i najgłośniejszym uderzeniem. Uderzamy przy krawędzi bębna. Palce są rozłączone i razem z dłonią tworzą jakby lekki łuk, tak że o membranę uderzają najpierw opuszki palców, a potem dopiero dolatuje „reszta” palców. Bardzo częstym błędem jest wyginanie dłoni w łuk na siłę.

Mistrzowie gry na djembe noszą tytuł djembefola. Jednym z najpopularniejszych z nich jest Mamady Keita.